# Posizione di Valdivia
La cosiddetta "posizione di Valdivia", dal nome dell’urologo che ne propose l’applicazione e che ne provò la minore incidenza di complicazioni in una successiva review, è una posizione di decubito utilizzata nel trattamento chirurgico della litiasi renale.
Sono disponibili alcune variazioni di queste posizioni che includono: paziente completamente supino, supino con lato controlaterale elevato, supino combinato con varî gradi di elevazione del fianco ipsilaterale e posizione litotomica asimmetrica. Ibarluzea nel 2007 ha proposto una modifica dell’originale posizione supina, la “posizione di Valdivia modifica Galdakao”, in cui il paziente viene posizionato sul tavolo operatorio con il fianco omolaterale al calcolo sollevato da appositi supporti gelatinosi, gli arti inferiori divaricati per consentire l’accesso endoscopico, che viene ulteriormente facilitato abbassando la gamba omolaterale al calcolo ed abducendo la controlaterale. Questa ha permesso l’introduzione di nuovo approccio chirurgico, con accesso combinato alla via escretrice per via retrograda e percutanea denominato Endoscopic Combined IntraRenal Surgery.